# Per Leegaard
Per Leegaard (født 15. juli 1982 i Thisted) er en dansk håndboldspiller, der tidligere har optrådt Team Tvis Holstebro, Viborg HK og Skjern Håndbold i Håndboldligaen. Han måtte i marts 2012 indstille sin karriere pga. en fiberskade i maven, som havde drillet ham i et års tid.
Leegaard har haft mange optrædener på Danmarks håndboldlandshold – bl.a. under EM i 2006 og VM i 2007.
|  | Artiklen om Per Leegaard kan blive bedre, hvis der indsættes et (bedre) billede Du kan hjælpe ved at afsøge Wikimedia Commons for et passende billede eller uploade et godt billede til Wikimedia Commons iht. de tilladte licenser og indsætte det i artiklen. |